# Depastrum cyathiforme
Depastrum cyathiforme är en nässeldjursart som först beskrevs av Michael Sars 1846.  Depastrum cyathiforme ingår i släktet Depastrum och familjen Depastridae. Inga underarter finns listade i Catalogue of Life.